# Hacienda de Alonso
Hacienda de Alonso är en ort i Mexiko.   Den ligger i kommunen Pueblo Nuevo och delstaten Guanajuato, i den centrala delen av landet, 260 km nordväst om huvudstaden Mexico City. Hacienda de Alonso ligger 1 707 meter över havet och antalet invånare är 142.
Terrängen runt Hacienda de Alonso är en högslätt. Runt Hacienda de Alonso är det ganska tätbefolkat, med 239 invånare per kvadratkilometer. Närmaste större samhälle är Irapuato, 14,6 km norr om Hacienda de Alonso. Trakten runt Hacienda de Alonso består till största delen av jordbruksmark.